# Al Minufiyah
Al Minufiyah (Menufeya, Arabisch: المنوفية) is een gouvernement van Egypte in het dichtbevolkte noordoosten van het land. Het ligt net ten noordwesten van de hoofdstad Caïro. Het gouvernement heeft een oppervlakte van 1532 vierkante kilometer. Eind 2006 telde het ruim 3,27 miljoen inwoners of zo'n 1500 inwoners per vierkante kilometer. De hoofdstad van Al Minufiyah is Shibin al Kawm. Al Minufiyah is het gouvernement waar de voormalige Egyptische presidenten Anwar Sadat en Hosni Moebarak geboren zijn.

## Geboren in Al Minufiyah
- Anwar Sadat (1918-1981), president 1970-1981
- Kamal Ganzouri (1933-2021), politicus; premier 1996-1999 en 2011-2012